# 光州大邱高速公路
光州大邱高速公路（：／ Gwangju Daegu gosokdoro */?），是連接韓國光州廣域市北区和大邱廣域市達城郡的一條高速公路，長約176公里。
1973年古西JCT-潭陽JCT通車，當時是湖南高速公路的一段。1984年潭陽JCT-玉浦JCT路段通車，古西JCT-潭陽JCT段併入。